# Élections législatives de 2024 à Paris
Les élections législatives françaises de 2024 à Paris se déroulent les 30 juin et 7 juillet 2024. Un certain nombre de députés sont à élire dans le cadre de dix-huit circonscriptions, à la suite de la dissolution de l'Assemblée nationale par Emmanuel Macron le 9 juin 2024.
Le choix de cette dissolution est pris après la défaite de la liste Renaissance aux élections européennes qui ont eu lieu le 9 juin 2024.

## Contexte
| Circonscription | RN      | ENS     | PS - PP | LFI     | LR      | LÉ      | REC     |
| --------------- | ------- | ------- | ------- | ------- | ------- | ------- | ------- |
| Circonscription |         |         |         |         |         |         |         |
| 1re             | 8,12 %  | 23,91 % | 22,29 % | 9,68 %  | 13,63 % | 9,62 %  | 7,12 %  |
| 2e              | 8,19 %  | 23,89 % | 22,08 % | 9,14 %  | 14,65 % | 8,81 %  | 7,20 %  |
| 3e              | 8,36 %  | 18,88 % | 24,05 % | 17,12 % | 9,31 %  | 10,36 % | 4,74 %  |
| 4e              | 11,11 % | 24,22 % | 11,96 % | 6,98 %  | 23,14 % | 4,52 %  | 13,54 % |
| 5e              | 5,79 %  | 16,16 % | 29,26 % | 17,55 % | 6,05 %  | 14,82 % | 3,84 %  |
| 6e              | 6,21 %  | 11,61 % | 27,1 %  | 23,83 % | 5,01 %  | 15,42 % | 3,27 %  |
| 7e              | 6,68 %  | 17,09 % | 29,22 % | 15,39 % | 7,36 %  | 13,26 % | 4,25 %  |
| 8e              | 9,84 %  | 15,75 % | 23,59 % | 18,19 % | 8,02 %  | 11,30%  | 5,05 %  |
| 9e              | 9,99 %  | 14,29 % | 23,7 %  | 21,56 % | 6,17 %  | 10,69 % | 4,41 %  |
| 10e             | 9,77 %  | 14,97 % | 24,18 % | 21,11 % | 6,62 %  | 10,37 % | 4,25 %  |
| 11e             | 7,83 %  | 20,55 % | 25,05 % | 12,71 % | 10,71 % | 10,58 % | 5,32 %  |
| 12e             | 9,65 %  | 23,07 % | 19,24 % | 9,79 %  | 16,65 % | 7,45 %  | 7,91 %  |
| 13e             | 10,99 % | 20,42 % | 20,22 % | 13,29 % | 12,67 % | 8,25 %  | 6,62 %  |
| 14e             | 11,57 % | 24,85 % | 11,14 % | 5,83 %  | 25,25 % | 3,96 %  | 13,01 % |
| 15e             | 8,02 %  | 10,59 % | 24,75 % | 27,06 % | 4,76 %  | 13,20 % | 3,5 %   |
| 16e             | 7,64 %  | 9,97 %  | 22,7 %  | 28,21 % | 5,71 %  | 13,20 % | 4,9 %   |
| 17e             | 7,84 %  | 8,7 %   | 20,6 %  | 33,72 % | 4,34 %  | 13,12 % | 4,04 %  |
| 18e             | 6,53 %  | 15,27 % | 28,73 % | 18,9 %  | 5,99 %  | 13,77 % | 3,35 %  |

## Système électoral
Les élections législatives ont lieu au scrutin uninominal majoritaire à deux tours dans des circonscriptions uninominales.
Est élu au premier tour le candidat qui réunit la majorité absolue des suffrages exprimés et un nombre de voix au moins égal au quart des électeurs inscrits dans la circonscription, soit 25 %. Si aucun des candidats ne satisfait ces conditions, un second tour est organisé entre les candidats ayant réuni un nombre de voix au moins égal à un huitième des inscrits, soit 12,5 %. Les deux candidats arrivés en tête du 1er tour se maintiennent néanmoins par défaut si un seul ou aucun d'entre eux n'a atteint ce seuil. Au second tour, le candidat arrivé en tête est déclaré élu,.
Le seuil de qualification basé sur un pourcentage du total des inscrits et non des suffrages exprimés rend plus difficile l'accès au second tour lorsque l'abstention est élevée. Le système permet en revanche l'accès au second tour de plus de deux candidats si plusieurs d'entre eux franchissent le seuil de 12,5 % des inscrits. Les candidats en lice au second tour peuvent ainsi être trois, un cas de figure appelé « triangulaire ». Les second tours où s'affrontent quatre candidats, appelés « quadrangulaire » sont également possibles, mais beaucoup plus rares,.

### Partis et nuances
Les résultats des élections sont publiés en France par le ministère de l'Intérieur, qui classe les partis en leur attribuant des nuances politiques. Ces dernières sont décidées par les préfets, qui les attribuent indifféremment de l'étiquette politique déclarée par les candidats, qui peut être celle d'un parti ou une candidature sans étiquette.
Seuls le Parti communiste français (COM), La France insoumise (FI), le Parti socialiste (SOC), le Parti radical de gauche (RDG), Les Écologistes (VEC), Renaissance (RE), le Mouvement démocrate (MDM), Horizons (HOR), l'Union des démocrates et indépendants (UDI), Les Républicains (LR), le Rassemblement national (RN) et Reconquête (REC) se voient attribuer en 2024 des nuances propres. Les coalitions Ensemble et Nouveau front populaire, ainsi que les candidats de l'alliance LR-Ciotti-RN, en bénéficient également indirectement, les nuances Ensemble ! (Majorité présidentielle) (ENS), Union de la gauche (UG) et Union de l'extrême-droite (UXD) étant attribuables aux candidats bénéficiant respectivement du soutien de deux partis du centre, de deux partis de gauche ou de deux partis d'extrême-droite,.
Tous les autres partis se voient attribuer l'une ou l'autre des nuances suivantes : EXG (extrême gauche), DVG (divers gauche), ECO (écologiste), REG (régionaliste), DVC (divers centre), DVD (divers droite), DSV (droite souverainiste) et EXD (extrême droite). Des partis comme Debout la France ou Lutte ouvrière ne disposent ainsi pas de nuances propres, et leurs résultats nationaux ne sont pas publiés séparément par le ministère, car mélangés avec d'autres partis (respectivement dans les nuances DSV et EXG).

## Résultats

### Élus
| Circonscription | Député sortant                                    | Parti ou nuance | Parti ou nuance | Groupe         | Député élu ou réélu    | Parti ou nuance | Parti ou nuance | Groupe       |
| --- | ------------------------------------------------- | --------------- | --------------- | -------------- | ---------------------- | --------------- | --------------- | ------------ |
| 1re | Sylvain Maillard                                  |                 | RE              | RE             | Sylvain Maillard       |                 | RE              | EPR          |
| 2e | Gilles Le Gendre                                  |                 | RE              | RE             | Jean Laussucq          |                 | DVD             | EPR          |
| 3e | Caroline Yadan ** suppléante de Stanislas Guerini |                 | RE              | RE             | Léa Balage El Mariky   |                 | LÉ              | ÉcoS         |
| 4e | Astrid Panosyan-Bouvet                            |                 | RE              | RE             | Astrid Panosyan-Bouvet |                 | RE              | EPR          |
| 5e | Julien Bayou*                                     |                 | ECO             | NI             | Pouria Amirshahi       |                 | LÉ              | ÉcoS         |
| 6e | Sophia Chikirou                                   |                 | LFI             | LFI-NUPES      | Sophia Chikirou        |                 | LFI             | LFI-NFP      |
| 7e | Clément Beaune                                    |                 | RE              | RE             | Emmanuel Grégoire      |                 | PS              | SOC          |
| 8e | Éva Sas                                           |                 | LÉ              | ÉCO-NUPES      | Éva Sas                |                 | LÉ              | ÉcoS         |
| 9e | Sandrine Rousseau                                 |                 | LÉ              | ÉCO-NUPES      | Sandrine Rousseau      |                 | LÉ              | ÉcoS         |
| 10e | Rodrigo Arenas                                    |                 | LFI             | LFI-NUPES      | Rodrigo Arenas         |                 | LFI             | LFI-NFP      |
| 11e | Maud Gatel                                        |                 | MoDem           | DEM            | Céline Hervieu         |                 | PS              | SOC          |
| 12e | Fanta Berete suppléante d'Olivia Grégoire         |                 | RE              | RE             | Olivia Grégoire        |                 | RE              | EPR          |
| 13e | David Amiel                                       |                 | RE              | RE             | David Amiel            |                 | RE              | EPR          |
| 14e | Benjamin Haddad                                   |                 | RE              | RE             | Benjamin Haddad        |                 | RE              | EPR          |
| 15e | Danielle Simonnet                                 |                 | LFI             | LFI-NUPES      | Danielle Simonnet      |                 | LFI diss.       | ÉcoS         |
| 16e | Sarah Legrain                                     |                 | LFI             | LFI-NUPES      | Sarah Legrain          |                 | LFI             | LFI-NFP      |
| 17e | Danièle Obono                                     |                 | LFI             | LFI-NUPES      | Danièle Obono          |                 | LFI             | LFI-NFP      |
| 18e | Aymeric Caron                                     |                 | REV             | app. LFI-NUPES | Aymeric Caron          |                 | REV             | app. LFI-NFP |
| * député sortant ne se représentant pas en 2024 ** députée sortante se représentant dans une autre circonscription |                                                   |                 |                 |                |                        |                 |                 |              |

### Taux de participation
| Taux de participation | 1er tour | 1er tour | 1er tour   | 2d tour | 2d tour | 2d tour    | Différence entre les deux tours |
| Taux de participation | En 2022  | En 2024  | Différence | En 2022 | En 2024 | Différence | Différence entre les deux tours |
| --------------------- | -------- | -------- | ---------- | ------- | ------- | ---------- | ------------------------------- |
| À midi                | 12,26 %  | 25,48 %  | 13,22      | 10,81 % | 22,03 % | 11,22      | 3,45                            |
| À 17 heures           | 36,57 %  | 60,87 %  | 24,3       | 34,98 % |         |            |                                 |
| Final                 | 55,37 %  | 73,26 %  | 17,89      | 54,40 % |         |            |                                 |

### Résultats à l'échelle de la collectivité

#### Résultats par coalition
| Parti ou coalition                          | Parti ou coalition                                       | Parti ou coalition                                       | Premier tour | Premier tour | Premier tour | Second tour   | Second tour   | Second tour | Total Sièges  | +/-           |  |
| Parti ou coalition                          | Parti ou coalition                                       | Parti ou coalition                                       | Voix         | %            | Sièges       | Voix          | %             | Sièges      | Total Sièges  | +/-           |  |
| ------------------------------------------- | -------------------------------------------------------- | -------------------------------------------------------- | ------------ | ------------ | ------------ | ------------- | ------------- | ----------- | ------------- | ------------- |  |
|                                             |                                                          | La France insoumise (LFI)                                | 138 517      | 14,02        | 4            | 10 039        | 2,30          | 0           | 4             | 1             |  |
|                                             | Les Écologistes (LÉ)                                     | 134 258                                                  | 13,59        | 3            | 48 107       | 11,04         | 1             | 4           | 1             |               |  |
|                                             | Parti socialiste (PS)                                    | 74 014                                                   | 7,49         | 1            | 46 997       | 10,79         | 1             | 2           | 2             |               |  |
|                                             | Révolution écologique pour le vivant (REV)               | 26 299                                                   | 2,66         | 1            |              |               |               | 1           | en stagnation |               |  |
|                                             | Sans étiquette                                           | 20 138                                                   | 2,04         | 0            | 20 132       | 4,62          | 0             | 0           | Nv            |               |  |
|                                             | Parti communiste français (PCF)                          | 16 294                                                   | 1,65         | 0            | 16 904       | 3,88          | 0             | 0           | en stagnation |               |  |
|                                             | Place publique (PP)                                      | 9 474                                                    | 0,96         | 0            | Retrait      | Retrait       | Retrait       | 0           | Nv            |               |  |
| Total Nouveau Front populaire (NFP)         | Total Nouveau Front populaire (NFP)                      | 418 994                                                  | 42,42        | 9            | 142 179      | 32,64         | 2             | 11          | 2             |               |  |
|                                             |                                                          | Renaissance (RE)                                         | 242 324      | 24,53        | 0            | 176 077       | 40,43         | 5           | 5             | 3             |  |
|                                             | Horizons (HOR)                                           | 28 452                                                   | 2,88         | 0            |              |               |               | 0           | en stagnation |               |  |
|                                             | Mouvement démocrate (MoDem)                              | 19 295                                                   | 1,95         | 0            | 24 631       | 5,66          | 0             | 0           | 1             |               |  |
|                                             | Sans étiquette                                           | 13 325                                                   | 1,35         | 0            | 28 294       | 6,50          | 1             | 1           | Nv            |               |  |
| Total Ensemble pour la République (ENS)     | Total Ensemble pour la République (ENS)                  | 303 396                                                  | 30,72        | 0            | 229 002      | 52,58         | 6             | 6           | 3             |               |  |
|                                             |                                                          | Rassemblement national (RN)                              | 79 562       | 8,06         | 0            |               |               |             | 0             | en stagnation |  |
|                                             | Républicains à droite (RAD)                              | 26 040                                                   | 2,64         | 0            | 13 282       | 3,05          | 0             | 0           | Nv            |               |  |
| Total Rassemblement national et alliés (RN) | Total Rassemblement national et alliés (RN)              | 105 602                                                  | 10,69        | 0            | 13 282       | 3,05          | 0             | 0           | en stagnation |               |  |
|                                             |                                                          | Les Républicains (LR)                                    | 68 410       | 6,93         | 0            | 22 236        | 5,11          | 0           | 0             | en stagnation |  |
|                                             | Nouvelle Énergie (NÉ)                                    | 3 419                                                    | 0,35         | 0            |              |               |               | 0           | Nv            |               |  |
|                                             | Les Centristes - Le Nouveau Centre (LC)                  | 1 495                                                    | 0,15         | 0            | 0            | en stagnation |               |             |               |               |  |
| Total Union de la droite et du centre (UDC) | Total Union de la droite et du centre (UDC)              | 73 324                                                   | 7,42         | 0            | 22 236       | 5,11          | 0             | 0           | en stagnation |               |  |
|                                             | Dissidents Nouveau Front populaire                       | Dissidents Nouveau Front populaire                       | 23 553       | 2,38         | 0            | 28 858        | 6,63          | 1           | 1             | 1             |  |
|                                             | Reconquête (REC)                                         | Reconquête (REC)                                         | 12 840       | 1,30         | 0            |               |               |             | 0             | en stagnation |  |
|                                             | Dissidents Ensemble pour la République                   | Dissidents Ensemble pour la République                   | 11 071       | 1,12         | 0            | Retrait       | Retrait       | Retrait     | 0             | Nv            |  |
|                                             | Verts démocrates (VD)                                    | Verts démocrates (VD)                                    | 7 860        | 0,80         | 0            |               |               |             | 0             | Nv            |  |
|                                             | Équinoxe                                                 | Équinoxe                                                 | 5 856        | 0,59         | 0            | 0             | en stagnation |             |               |               |  |
|                                             | Lutte ouvrière (LO)                                      | Lutte ouvrière (LO)                                      | 4 861        | 0,49         | 0            | 0             | en stagnation |             |               |               |  |
|                                             |                                                          | Alliance centriste (AC)                                  | 3 773        | 0,38         | 0            | 0             | en stagnation |             |               |               |  |
|                                             | Rester libre ! (RL)                                      | 469                                                      | 0,05         | 0            | 0            | Nv            |               |             |               |               |  |
| Total Le Centre (LC)                        | Total Le Centre (LC)                                     | 4 242                                                    | 0,43         | 0            | 0            | en stagnation |               |             |               |               |  |
|                                             | Les Centristes - Le Nouveau Centre (LC)                  | Les Centristes - Le Nouveau Centre (LC)                  | 2 883        | 0,29         | 0            | 0             | Nv            |             |               |               |  |
|                                             |                                                          | Écologie positive (ÉP)                                   | 1 324        | 0,13         | 0            | 0             | Nv            |             |               |               |  |
|                                             | Le Mouvement pour les animaux (LMPA)                     | 715                                                      | 0,07         | 0            | 0            | Nv            |               |             |               |               |  |
|                                             | Cap21                                                    | 674                                                      | 0,07         | 0            | 0            | Nv            |               |             |               |               |  |
| Total Tous unis pour le Vivant (TUPV)       | Total Tous unis pour le Vivant (TUPV)                    | 2 713                                                    | 0,27         | 0            | 0            | Nv            |               |             |               |               |  |
|                                             | Dissidents Les Républicains                              | Dissidents Les Républicains                              | 2 290        | 0,23         | 0            | 0             | Nv            |             |               |               |  |
|                                             |                                                          | L'Écologie autrement (LÉA)                               | 598          | 0,06         | 0            | 0             | Nv            |             |               |               |  |
|                                             | Parti des citoyens européens (PACE)                      | 596                                                      | 0,06         | 0            | 0            | en stagnation |               |             |               |               |  |
|                                             | Mouvement écologiste indépendant (MEI)                   | 387                                                      | 0,04         | 0            | 0            | Nv            |               |             |               |               |  |
| Total Le Rassemblement (RAS)                | Total Le Rassemblement (RAS)                             | 1 581                                                    | 0,16         | 0            | 0            | en stagnation |               |             |               |               |  |
|                                             | Nouvelle Énergie (NÉ)                                    | Nouvelle Énergie (NÉ)                                    | 1 229        | 0,12         | 0            | 0             | Nv            |             |               |               |  |
|                                             | Mouvement républicain et citoyen (MRC)                   | Mouvement républicain et citoyen (MRC)                   | 811          | 0,08         | 0            | 0             | en stagnation |             |               |               |  |
|                                             | Écologie au centre (ÉAC)                                 | Écologie au centre (ÉAC)                                 | 430          | 0,04         | 0            | 0             | en stagnation |             |               |               |  |
|                                             | Volt Europa (Volt)                                       | Volt Europa (Volt)                                       | 396          | 0,04         | 0            | 0             | en stagnation |             |               |               |  |
|                                             | Nouveau Parti anticapitaliste - Révolutionnaires (NPA-R) | Nouveau Parti anticapitaliste - Révolutionnaires (NPA-R) | 388          | 0,04         | 0            | 0             | Nv            |             |               |               |  |
|                                             | Parti des travailleurs (PT)                              | Parti des travailleurs (PT)                              | 327          | 0,03         | 0            | 0             | en stagnation |             |               |               |  |
|                                             |                                                          | Parti breton (PB)                                        | 234          | 0,02         | 0            | 0             | Nv            |             |               |               |  |
| Total Pays unis (PU)                        | Total Pays unis (PU)                                     | 234                                                      | 0,02         | 0            | 0            | en stagnation |               |             |               |               |  |
|                                             | France libre (FL)                                        | France libre (FL)                                        | 140          | 0,01         | 0            | 0             | Nv            |             |               |               |  |
|                                             |                                                          | Nous Citoyens – France (NC)                              | 81           | 0,01         | 0            | 0             | Nv            |             |               |               |  |
| Total Coalition citoyenne (CC)              | Total Coalition citoyenne (CC)                           | 81                                                       | 0,01         | 0            | 0            | Nv            |               |             |               |               |  |
|                                             | Décidons nous-mêmes ! (DNM)                              | Décidons nous-mêmes ! (DNM)                              | 19           | 0,00         | 0            | 0             | en stagnation |             |               |               |  |
|                                             | Debout la France (DLF)                                   | Debout la France (DLF)                                   | 8            | 0,00         | 0            | 0             | en stagnation |             |               |               |  |
|                                             | Autres partis                                            | Autres partis                                            | 293          | 0,03         | 0            | 0             | en stagnation |             |               |               |  |
|                                             | Sans étiquette (SE)                                      | Sans étiquette (SE)                                      | 2 285        | 0,23         | 0            | 0             | en stagnation |             |               |               |  |
|                                             |                                                          |                                                          |              |              |              |               |               |             |               |               |  |
| Suffrages exprimés                          | Suffrages exprimés                                       | Suffrages exprimés                                       | 987 707      | 98,75        |              | 435 557       | 94,72         |             |               |               |  |
| Votes blancs                                | Votes blancs                                             | Votes blancs                                             | 8 432        | 0,84         | 18 628       | 4,05          |               |             |               |               |  |
| Votes nuls                                  | Votes nuls                                               | Votes nuls                                               | 4 078        | 0,41         | 5 671        | 1,23          |               |             |               |               |  |
| Total                                       | Total                                                    | Total                                                    | 1 000 217    | 100          | 9            | 459 856       | 100           | 9           | 18            | en stagnation |  |
| Abstentions                                 | Abstentions                                              | Abstentions                                              | 365 159      | 26,74        |              | 227 561       | 33,10         |             |               |               |  |
| Inscrits/Participation                      | Inscrits/Participation                                   | Inscrits/Participation                                   | 1 365 376    | 73,26        | 687 417      | 66,90         |               |             |               |               |  |

#### Résultats par nuances
| Nuance                 | Nuance                        | Nuance                 | Premier tour | Premier tour | Premier tour | Second tour | Second tour   | Second tour | Total Sièges | +/-           |  |
| Nuance                 | Nuance                        | Nuance                 | Voix         | %            | Sièges       | Voix        | %             | Sièges      | Total Sièges | +/-           |  |
| ---------------------- | ----------------------------- | ---------------------- | ------------ | ------------ | ------------ | ----------- | ------------- | ----------- | ------------ | ------------- |  |
|                        | Union de la gauche            | UG                     | 418 994      | 42,42        | 9            | 142 179     | 32,64         | 2           | 11           | 2             |  |
|                        | Ensemble pour la République ! | ENS                    | 303 396      | 30,72        | 0            | 229 002     | 52,58         | 6           | 6            | 3             |  |
|                        | Rassemblement national        | RN                     | 79 562       | 8,06         | 0            |             |               |             | 0            | en stagnation |  |
|                        | Les Républicains              | LR                     | 50 570       | 5,12         | 0            | Retrait     | Retrait       | Retrait     | 0            | en stagnation |  |
|                        | Divers droite                 | DVD                    | 29 506       | 2,99         | 0            | 22 236      | 5,11          | 0           | 0            | en stagnation |  |
|                        | Union de l'extrême droite     | UXD                    | 26 040       | 2,64         | 0            | 13 282      | 3,05          | 0           | 0            | Nv            |  |
|                        | Divers gauche                 | DVG                    | 25 475       | 2,58         | 0            | 28 858      | 6,63          | 1           | 1            | 1             |  |
|                        | Divers centre                 | DVC                    | 24 328       | 2,46         | 0            | Retrait     | Retrait       | Retrait     | 0            | en stagnation |  |
|                        | Reconquête                    | REC                    | 12 840       | 1,30         | 0            |             |               |             | 0            | en stagnation |  |
|                        | Ecologistes                   | ECO                    | 9 572        | 0,97         | 0            | 0           | en stagnation |             |              |               |  |
|                        | Extrême gauche                | EXG                    | 5 576        | 0,56         | 0            | 0           | en stagnation |             |              |               |  |
|                        | Divers                        | DIV                    | 1 289        | 0,13         | 0            | 0           | en stagnation |             |              |               |  |
|                        | Régionaliste                  | REG                    | 410          | 0,04         | 0            | 0           | en stagnation |             |              |               |  |
|                        | Extrême droite                | EXD                    | 140          | 0,01         | 0            | 0           | Nv            |             |              |               |  |
|                        | Droite souverainiste          | DSV                    | 9            | 0,00         | 0            | 0           | en stagnation |             |              |               |  |
|                        |                               |                        |              |              |              |             |               |             |              |               |  |
| Suffrages exprimés     | Suffrages exprimés            | Suffrages exprimés     | 987 707      | 98,75        |              | 435 557     | 94,72         |             |              |               |  |
| Votes blancs           | Votes blancs                  | Votes blancs           | 8 432        | 0,84         | 18 628       | 4,05        |               |             |              |               |  |
| Votes nuls             | Votes nuls                    | Votes nuls             | 4 078        | 0,41         | 5 671        | 1,23        |               |             |              |               |  |
| Total                  | Total                         | Total                  | 1 000 217    | 100          | 9            | 459 856     | 100           | 9           | 18           | en stagnation |  |
| Abstentions            | Abstentions                   | Abstentions            | 365 159      | 26,74        |              | 227 561     | 33,10         |             |              |               |  |
| Inscrits/Participation | Inscrits/Participation        | Inscrits/Participation | 1 365 376    | 73,26        | 687 417      | 66,90       |               |             |              |               |  |

### Cartes

Nuance politique des candidats arrivés en tête au 1er tour.
Nuance politique des candidats arrivés en tête au 2e tour.

### Résultats par circonscription

#### Première circonscription
- Député sortant : Sylvain Maillard (Renaissance)

| Candidat                 | Candidat                 | Parti et coalition       | Nuances                  | Premier tour | Premier tour | Second tour | Second tour |
| Candidat                 | Candidat                 | Parti et coalition       | Nuances                  | Voix         | %            | Voix        | %           |
| ------------------------ | ------------------------ | ------------------------ | ------------------------ | ------------ | ------------ | ----------- | ----------- |
|                          | Sylvain Maillard         | RE (ENS)                 | ENS                      | 28 048       | 44,70        | 35 239      | 63,64       |
|                          | Raphaël Kempf            | SE (NFP)                 | UG                       | 20 138       | 32,09        | 20 132      | 36,36       |
|                          | Delphine Voirin          | RN                       | RN                       | 6 303        | 10,04        |             |             |
|                          | Laurence Sailliet        | LR (UDC)                 | LR                       | 3 469        | 5,53         |             |             |
|                          | Pierre Maurin            | LC                       | DVD                      | 2 883        | 4,59         |             |             |
|                          | Marine Chiaberto         | REC                      | REC                      | 991          | 1,58         |             |             |
|                          | Alban Pineau             | LÉA (RAS)                | DVC                      | 598          | 0,95         |             |             |
|                          | Laurence Boulinier       | LO                       | EXG                      | 231          | 0,37         |             |             |
|                          | Mathilde Contensou       | Volt                     | REG                      | 89           | 0,14         |             |             |
|                          | Axel Metzker             | SE                       | DIV                      | 3            | 0,00         |             |             |
|                          | Aurélien Gautreau        | NPA-R                    | EXG                      | 0            | 0,00         |             |             |
|                          |                          |                          |                          |              |              |             |             |
| Votes valides            | Votes valides            | Votes valides            | Votes valides            | 62 753       | 98,95        | 55 371      | 95,63       |
| Votes blancs             | Votes blancs             | Votes blancs             | Votes blancs             | 495          | 0,78         | 1 931       | 3,34        |
| Votes nuls               | Votes nuls               | Votes nuls               | Votes nuls               | 173          | 0,27         | 598         | 1,03        |
| Total                    | Total                    | Total                    | Total                    | 63 421       | 100          | 57 900      | 100         |
| Abstention               | Abstention               | Abstention               | Abstention               | 20 888       | 24,78        | 26 412      | 31,33       |
| Inscrits / participation | Inscrits / participation | Inscrits / participation | Inscrits / participation | 84 309       | 75,22        | 84 312      | 68,67       |

#### Deuxième circonscription
- Député sortant : Gilles Le Gendre (Renaissance)

| Candidat                 | Candidat                         | Parti et coalition       | Nuances                  | Premier tour | Premier tour | Second tour | Second tour |
| Candidat                 | Candidat                         | Parti et coalition       | Nuances                  | Voix         | %            | Voix        | %           |
| ------------------------ | -------------------------------- | ------------------------ | ------------------------ | ------------ | ------------ | ----------- | ----------- |
|                          | Marine Rosset                    | PS (NFP)                 | UG                       | 18 845       | 33,40        | 21 784      | 43,50       |
|                          | Jean Laussucq                    | SE (ENS)                 | ENS                      | 13 325       | 23,62        | 28 294      | 56,50       |
|                          | Gilles Le Gendre                 | RE diss.                 | DVC                      | 11 071       | 19,62        | Retrait     | Retrait     |
|                          | Mélody De Witte                  | RN                       | RN                       | 6 206        | 11,00        |             |             |
|                          | Félicité Herzog de Cossé Brissac | LR (UDC)                 | DVD                      | 3 792        | 6,72         |             |             |
|                          | Romain Marsily                   | NÉ                       | DVD                      | 1 229        | 2,18         |             |             |
|                          | Ornella Evangelista              | REC                      | REC                      | 778          | 1,38         |             |             |
|                          | Cécile Lorans                    | Équinoxe                 | ECO                      | 512          | 0,91         |             |             |
|                          | Frédéric Mauriange               | ÉAC                      | DVC                      | 430          | 0,76         |             |             |
|                          | Charline Joliveau                | LO                       | EXG                      | 168          | 0,30         |             |             |
|                          | Élise Magne                      | Volt                     | DVG                      | 60           | 0,11         |             |             |
|                          | Clara Sacasa                     | NPA-R                    | EXG                      | 0            | 0,00         |             |             |
|                          |                                  |                          |                          |              |              |             |             |
| Votes valides            | Votes valides                    | Votes valides            | Votes valides            | 56 416       | 99,14        | 50 078      | 95,73       |
| Votes blancs             | Votes blancs                     | Votes blancs             | Votes blancs             | 335          | 0,59         | 1 656       | 3,17        |
| Votes nuls               | Votes nuls                       | Votes nuls               | Votes nuls               | 157          | 0,28         | 575         | 1,10        |
| Total                    | Total                            | Total                    | Total                    | 56 908       | 100          | 52 309      | 100         |
| Abstention               | Abstention                       | Abstention               | Abstention               | 17 671       | 23,69        | 22 270      | 29,86       |
| Inscrits / participation | Inscrits / participation         | Inscrits / participation | Inscrits / participation | 74 579       | 76,31        | 74 579      | 70,14       |

#### Troisième circonscription
- Députée sortante : Caroline Yadan (Renaissance), élue en 2022 en tant que suppléante de Stanislas Guérini (Renaissance)

| Candidat                 | Candidat                 | Parti et coalition       | Nuances                  | Premier tour | Premier tour | Second tour | Second tour |
| Candidat                 | Candidat                 | Parti et coalition       | Nuances                  | Voix         | %            | Voix        | %           |
| ------------------------ | ------------------------ | ------------------------ | ------------------------ | ------------ | ------------ | ----------- | ----------- |
|                          | Léa Balage El Mariky     | LÉ (NFP)                 | UG                       | 24 441       | 46,15        | 25 915      | 53,59       |
|                          | Stanislas Guerini        | RE (ENS)                 | ENS                      | 18 001       | 33,99        | 22 444      | 46,61       |
|                          | Olga Podolskaia          | RN                       | RN                       | 4 709        | 8,89         |             |             |
|                          | Paul Hatte               | LR - NÉ (UDC)            | LR                       | 4 118        | 7,78         |             |             |
|                          | Marie Courtois           | REC                      | REC                      | 486          | 0,92         |             |             |
|                          | Côme Citroën             | Équinoxe                 | ECO                      | 433          | 0,82         |             |             |
|                          | Laurent Burtaire         | LO                       | EXG                      | 232          | 0,44         |             |             |
|                          | Grégory Fernandes        | PT                       | EXG                      | 151          | 0,29         |             |             |
|                          | Quentin Laporte          | PLF                      | DVC                      | 116          | 0,22         |             |             |
|                          | Warda Baïliche           | SE                       | DVC                      | 102          | 0,19         |             |             |
|                          | Laurent Semat            | Sympa                    | DVG                      | 92           | 0,17         |             |             |
|                          | Thierry Alquier          | NC (CC)                  | DVD                      | 81           | 0,15         |             |             |
|                          | Irène Gasarian           | NPA-R                    | EXG                      | 0            | 0            |             |             |
|                          |                          |                          |                          |              |              |             |             |
| Votes valides            | Votes valides            | Votes valides            | Votes valides            | 52 962       | 98,7         | 48 359      | 96,03       |
| Votes blancs             | Votes blancs             | Votes blancs             | Votes blancs             | 464          | 0,86         | 1 483       | 2,94        |
| Votes nuls               | Votes nuls               | Votes nuls               | Votes nuls               | 236          | 0,44         | 515         | 1,02        |
| Total                    | Total                    | Total                    | Total                    | 53 662       | 100          | 50 357      | 100         |
| Abstention               | Abstention               | Abstention               | Abstention               | 19 516       | 26,67        | 22 821      | 31,19       |
| Inscrits / participation | Inscrits / participation | Inscrits / participation | Inscrits / participation | 73 178       | 73,33        | 73 178      | 68,81       |

#### Quatrième circonscription
- Députée sortante : Astrid Panosyan-Bouvet (Renaissance)

| Candidat                 | Candidat                 | Parti et coalition       | Nuances                  | Premier tour | Premier tour | Second tour | Second tour |
| Candidat                 | Candidat                 | Parti et coalition       | Nuances                  | Voix         | %            | Voix        | %           |
| ------------------------ | ------------------------ | ------------------------ | ------------------------ | ------------ | ------------ | ----------- | ----------- |
|                          | Astrid Panosyan-Bouvet   | RE (ENS)                 | ENS                      | 19 677       | 37,19        | 24 026      | 51,93       |
|                          | Geoffroy Boulard         | LR - NÉ (UDC)            | DVD                      | 14 048       | 26,55        | 22 236      | 48,07       |
|                          | Théa Fourdrinier         | PP (NFP)                 | UG                       | 9 474        | 17,91        | Retrait     | Retrait     |
|                          | Arnaud Dassier           | RAD (RN)                 | UXD                      | 8 227        | 15,55        |             |             |
|                          | Olivier Courtois         | REC                      | REC                      | 1 135        | 2,15         |             |             |
|                          | Pierre Lévenard          | LO                       | EXG                      | 105          | 0,20         |             |             |
|                          | Karim Britel             | SE                       | DIV                      | 99           | 0,19         |             |             |
|                          | Laetitia Lauron          | Sympa                    | DVG                      | 84           | 0,16         |             |             |
|                          | Guillaume Cardon         | SE                       | DIV                      | 56           | 0,11         |             |             |
|                          | Émile Mahieu             | NPA-R                    | EXG                      | 0            | 0            |             |             |
|                          |                          |                          |                          |              |              |             |             |
| Votes valides            | Votes valides            | Votes valides            | Votes valides            | 52 905       | 99,13        | 46 262      | 96,27       |
| Votes blancs             | Votes blancs             | Votes blancs             | Votes blancs             | 313          | 0,59         | 1 423       | 2,96        |
| Votes nuls               | Votes nuls               | Votes nuls               | Votes nuls               | 153          | 0,29         | 369         | 0,77        |
| Total                    | Total                    | Total                    | Total                    | 53 371       | 100          | 48 054      | 100         |
| Abstention               | Abstention               | Abstention               | Abstention               | 19 833       | 27,09        | 25 150      | 34,36       |
| Inscrits / participation | Inscrits / participation | Inscrits / participation | Inscrits / participation | 73 204       | 72,91        | 73 204      | 65,64       |

#### Cinquième circonscription
- Député sortant : Julien Bayou (Les Écologistes)

|                          | Pouria Amirshahi         | LÉ (NFP)                 | UG                       | 32 152 | 54,24 |  |  |
|                          | Rachel-Flore Pardo       | RE (ENS)                 | ENS                      | 17 879 | 30,16 |  |  |
|                          | Céline Chen              | RN                       | RN                       | 4 186  | 7,06  |  |  |
|                          | Valentine Serino         | LR (UDC)                 | LR                       | 2 459  | 4,15  |  |  |
|                          | Thiaba Bruni             | Cap21 (TUPV)             | ECO                      | 674    | 1,14  |  |  |
|                          | Yoneko Kikuchi           | REC                      | REC                      | 534    | 0,90  |  |  |
|                          | Théo Faucon              | VD - UDI                 | DVC                      | 511    | 0,86  |  |  |
|                          | Arnaud Borowski          | Équinoxe                 | ECO                      | 367    | 0,62  |  |  |
|                          | Monique Dabat            | LO                       | EXG                      | 271    | 0,46  |  |  |
|                          | Raymond Bassil           | SE                       | DVC                      | 133    | 0,22  |  |  |
|                          | Anne Chamayou            | Volt                     | DVG                      | 114    | 0,19  |  |  |
|                          | Léonard Guiot            | NPA-R                    | EXG                      | 1      | 0,00  |  |  |
|                          |                          |                          |                          |        |       |  |  |
| Votes valides            | Votes valides            | Votes valides            | Votes valides            | 59 281 | 99,02 |  |  |
| Votes blancs             | Votes blancs             | Votes blancs             | Votes blancs             | 400    | 0,67  |  |  |
| Votes nuls               | Votes nuls               | Votes nuls               | Votes nuls               | 187    | 0,31  |  |  |
| Total                    | Total                    | Total                    | Total                    | 59 868 | 100   |  |  |
| Abstention               | Abstention               | Abstention               | Abstention               | 19 583 | 24,65 |  |  |
| Inscrits / participation | Inscrits / participation | Inscrits / participation | Inscrits / participation | 79 451 | 75,35 |  |  |

#### Sixième circonscription
- Députée sortante : Sophia Chikirou (La France insoumise)

| Candidat                 | Candidat                 | Parti et coalition       | Nuances                  | Premier tour | Premier tour |
| Candidat                 | Candidat                 | Parti et coalition       | Nuances                  | Voix         | %            |
| ------------------------ | ------------------------ | ------------------------ | ------------------------ | ------------ | ------------ |
|                          | Sophia Chikirou          | LFI (NFP)                | UG                       | 34 329       | 58,19        |
|                          | Gwënaelle Coulon         | RE (ENS)                 | ENS                      | 13 230       | 22,42        |
|                          | Élise Laplace            | RN                       | RN                       | 4 301        | 7,29         |
|                          | Jean-Christophe Martin   | LR (UDC)                 | LR                       | 2 317        | 3,93         |
|                          | Louis Gundermann         | VD - UDI                 | DVC                      | 1 577        | 2,67         |
|                          | Hippolyte Verdier        | Équinoxe                 | ECO                      | 1 208        | 2,05         |
|                          | Amélie Jullien           | REC                      | REC                      | 626          | 1,06         |
|                          | Véronique Brunet         | LO                       | EXG                      | 509          | 0,86         |
|                          | Alain-Jean Amouni        | PS diss.                 | DIV                      | 450          | 0,76         |
|                          | Thierry Sessin-Caracci   | SE                       | DVG                      | 377          | 0,64         |
|                          | Dima Lecrest             | SE                       | DVG                      | 73           | 0,12         |
|                          | Martial Mutte            | EÉ                       | DVG                      | 0            | 0,00         |
|                          | Laurence Nicolas         | NPA-R                    | EXG                      | 0            | 0,00         |
|                          |                          |                          |                          |              |              |
| Votes valides            | Votes valides            | Votes valides            | Votes valides            | 58 997       | 98,34        |
| Votes blancs             | Votes blancs             | Votes blancs             | Votes blancs             | 642          | 1,07         |
| Votes nuls               | Votes nuls               | Votes nuls               | Votes nuls               | 355          | 0,59         |
| Total                    | Total                    | Total                    | Total                    | 59 994       | 100          |
| Abstention               | Abstention               | Abstention               | Abstention               | 21 243       | 26,15        |
| Inscrits / participation | Inscrits / participation | Inscrits / participation | Inscrits / participation | 81 237       | 73,85        |

#### Septième circonscription
- Député sortant : Clément Beaune (Renaissance)

| Candidat                 | Candidat                 | Parti et coalition       | Nuances                  | Premier tour | Premier tour |
| Candidat                 | Candidat                 | Parti et coalition       | Nuances                  | Voix         | %            |
| ------------------------ | ------------------------ | ------------------------ | ------------------------ | ------------ | ------------ |
|                          | Emmanuel Grégoire        | PS (NFP)                 | UG                       | 30 974       | 50,87        |
|                          | Clément Beaune           | RE (ENS)                 | ENS                      | 19 958       | 32,77        |
|                          | Céline Tacher            | RN                       | RN                       | 4 815        | 7,91         |
|                          | Aurélien Véron           | LR (UDC)                 | LR                       | 3 010        | 4,94         |
|                          | Jason Reyes              | REC                      | REC                      | 655          | 1,08         |
|                          | Philippe Mazuel          | PACE (RAS)               | DVC                      | 596          | 0,98         |
|                          | Sophie Lacaze            | Équinoxe                 | ECO                      | 532          | 0,87         |
|                          | Aurélia Petit            | LO                       | EXG                      | 289          | 0,47         |
|                          | Anne Grau                | Volt                     | DVC                      | 65           | 0,11         |
|                          | Stéphanie Blanc          | NPA-R                    | EXG                      | 0            | 0,00         |
|                          |                          |                          |                          |              |              |
| Votes valides            | Votes valides            | Votes valides            | Votes valides            | 60 894       | 99,01        |
| Votes blancs             | Votes blancs             | Votes blancs             | Votes blancs             | 424          | 0,69         |
| Votes nuls               | Votes nuls               | Votes nuls               | Votes nuls               | 182          | 0,30         |
| Total                    | Total                    | Total                    | Total                    | 61 500       | 100          |
| Abstention               | Abstention               | Abstention               | Abstention               | 18 864       | 23,47        |
| Inscrits / participation | Inscrits / participation | Inscrits / participation | Inscrits / participation | 80 364       | 76,53        |

#### Huitième circonscription
- Députée sortante : Éva Sas (Les Écologistes)

| Candidat                 | Candidat                       | Parti et coalition       | Nuances                  | Premier tour | Premier tour |
| Candidat                 | Candidat                       | Parti et coalition       | Nuances                  | Voix         | %            |
| ------------------------ | ------------------------------ | ------------------------ | ------------------------ | ------------ | ------------ |
|                          | Éva Sas                        | LÉ (NFP)                 | UG                       | 30 923       | 50,73        |
|                          | David Ouzilou                  | RE (ENS)                 | ENS                      | 17 305       | 28,39        |
|                          | Vanessa Vicente                | RN                       | RN                       | 7 084        | 11,62        |
|                          | Florent Brunetti               | LR (UDC)                 | LR                       | 3 210        | 5,27         |
|                          | Pierre-Louis Giscard d'Estaing | VD - UDI                 | DVC                      | 960          | 1,57         |
|                          | Jannick Trunkenwald            | REC                      | REC                      | 688          | 1,13         |
|                          | Anne Bernon                    | LO                       | EXG                      | 317          | 0,52         |
|                          | Christine Vial Kayser          | AC (LC)                  | DVC                      | 280          | 0,46         |
|                          | Camille Adoue                  | PT                       | EXG                      | 176          | 0,29         |
|                          | Manuel Lutz                    | DNM                      | REG                      | 19           | 0,03         |
|                          | N'Cho Xavier Lawson-Abgan      | PMG                      | DVG                      | 0            | 0,00         |
|                          | Gwenolé Selles                 | NPA-R                    | EXG                      | 0            | 0,00         |
|                          |                                |                          |                          |              |              |
| Votes valides            | Votes valides                  | Votes valides            | Votes valides            | 60 962       | 98,54        |
| Votes blancs             | Votes blancs                   | Votes blancs             | Votes blancs             | 625          | 1,01         |
| Votes nuls               | Votes nuls                     | Votes nuls               | Votes nuls               | 280          | 0,45         |
| Total                    | Total                          | Total                    | Total                    | 61 867       | 100          |
| Abstention               | Abstention                     | Abstention               | Abstention               | 23 430       | 27,47        |
| Inscrits / participation | Inscrits / participation       | Inscrits / participation | Inscrits / participation | 85 297       | 72,53        |

#### Neuvième circonscription
- Députée sortante : Sandrine Rousseau (Les Écologistes)

| Candidat                 | Candidat                    | Parti et coalition       | Nuances                  | Premier tour | Premier tour |
| Candidat                 | Candidat                    | Parti et coalition       | Nuances                  | Voix         | %            |
| ------------------------ | --------------------------- | ------------------------ | ------------------------ | ------------ | ------------ |
|                          | Sandrine Rousseau           | LÉ (NFP)                 | UG                       | 26 020       | 52,13        |
|                          | Pegah Malek-Ahmadi          | HOR (ENS)                | ENS                      | 11 550       | 23,14        |
|                          | Marie-Josée Boulaire        | RN                       | RN                       | 5 733        | 11,49        |
|                          | Jean-Baptiste Olivier       | LR diss.                 | DVD                      | 2 290        | 4,59         |
|                          | Elisabeth Stibbe            | LC (UDC)                 | DVD                      | 1 495        | 3,00         |
|                          | Jade Farran                 | VD - UDI                 | DVC                      | 678          | 1,36         |
|                          | Marion Bottou               | REC                      | REC                      | 611          | 1,22         |
|                          | Julian Rozenberg            | Équinoxe                 | ECO                      | 565          | 1,13         |
|                          | Florence Bédague            | LO                       | EXG                      | 396          | 0,79         |
|                          | Sophie Chen                 | AC (LC)                  | DVD                      | 269          | 0,54         |
|                          | Blandine Chauvel            | NPA-R                    | EXG                      | 251          | 0,50         |
|                          | Marc El Yasni dit Marc Ely, | FL                       | EXD                      | 55           | 0,11         |
|                          |                             |                          |                          |              |              |
| Votes valides            | Votes valides               | Votes valides            | Votes valides            | 49 913       | 98,36        |
| Votes blancs             | Votes blancs                | Votes blancs             | Votes blancs             | 570          | 1,12         |
| Votes nuls               | Votes nuls                  | Votes nuls               | Votes nuls               | 263          | 0,52         |
| Total                    | Total                       | Total                    | Total                    | 50 746       | 100          |
| Abstention               | Abstention                  | Abstention               | Abstention               | 20 586       | 28,86        |
| Inscrits / participation | Inscrits / participation    | Inscrits / participation | Inscrits / participation | 71 332       | 71,14        |

#### Dixième circonscription
- Député sortant : Rodrigo Arenas (La France insoumise)

| Candidat                 | Candidat                 | Parti et coalition       | Nuances                  | Premier tour | Premier tour |
| Candidat                 | Candidat                 | Parti et coalition       | Nuances                  | Voix         | %            |
| ------------------------ | ------------------------ | ------------------------ | ------------------------ | ------------ | ------------ |
|                          | Rodrigo Arenas           | LFI (NFP)                | UG                       | 25 216       | 50,66        |
|                          | Benjamin Djiane          | RE - TdP (ENS)           | ENS                      | 11 918       | 23,94        |
|                          | Agnès Pageard            | RN                       | RN                       | 5 670        | 11,39        |
|                          | Patrick Viry             | LR (UDC)                 | LR                       | 2 965        | 5,96         |
|                          | Yann Wehrling            | ÉP (TUPV)                | ECO                      | 1 324        | 2,66         |
|                          | Alexia Ostyn,            | VD - UDI                 | DVC                      | 640          | 1,29         |
|                          | Roger Bertholon          | REC                      | REC                      | 634          | 1,27         |
|                          | Charlotte de Vilmorin    | SE                       | DIV                      | 623          | 1,25         |
|                          | Michel Goldstein         | RL (LC)                  | DVC                      | 469          | 0,94         |
|                          | Marianne Noël            | LO                       | EXG                      | 318          | 0,64         |
|                          | Camille Lebrun           | NPA-R                    | EXG                      | 0            | 0,00         |
|                          |                          |                          |                          |              |              |
| Votes valides            | Votes valides            | Votes valides            | Votes valides            | 49 777       | 98,60        |
| Votes blancs             | Votes blancs             | Votes blancs             | Votes blancs             | 451          | 0,89         |
| Votes nuls               | Votes nuls               | Votes nuls               | Votes nuls               | 255          | 0,51         |
| Total                    | Total                    | Total                    | Total                    | 50 483       | 100          |
| Abstention               | Abstention               | Abstention               | Abstention               | 19 923       | 28,30        |
| Inscrits / participation | Inscrits / participation | Inscrits / participation | Inscrits / participation | 70 406       | 71,70        |

#### Onzième circonscription
- Députée sortante : Maud Gatel (Mouvement démocrate)

| Candidat                 | Candidat                 | Parti et coalition       | Nuances                  | Premier tour | Premier tour | Second tour | Second tour |
| Candidat                 | Candidat                 | Parti et coalition       | Nuances                  | Voix         | %            | Voix        | %           |
| ------------------------ | ------------------------ | ------------------------ | ------------------------ | ------------ | ------------ | ----------- | ----------- |
|                          | Céline Hervieu           | PS (NFP)                 | UG                       | 24 195       | 43,70        | 25 213      | 50,58       |
|                          | Maud Gatel               | MoDem (ENS)              | ENS                      | 19 295       | 34,85        | 24 631      | 49,42       |
|                          | Lindsay Fischer          | RN                       | RN                       | 5 632        | 10,17        |             |             |
|                          | Jean-François Alexandre  | LR (UDC)                 | LR                       | 3 888        | 7,02         |             |             |
|                          | Anne-Marie Taranne       | REC                      | REC                      | 749          | 1,35         |             |             |
|                          | Julie Lasne              | LMPA (TUPV)              | ECO                      | 715          | 1,29         |             |             |
|                          | Julien Vick              | MEI (RAS)                | DVC                      | 387          | 0,70         |             |             |
|                          | Marie Camp               | AC (LC)                  | DVC                      | 259          | 0,47         |             |             |
|                          | Laurent Vinciguerra      | LO                       | EXG                      | 223          | 0,40         |             |             |
|                          | Iwan Clemente            | SE                       | DIV                      | 25           | 0,05         |             |             |
|                          | Rose Lavire              | NPA-R                    | EXG                      | 0            | 0,00         |             |             |
|                          |                          |                          |                          |              |              |             |             |
| Votes valides            | Votes valides            | Votes valides            | Votes valides            | 55 368       | 98,90        | 49 844      | 96,17       |
| Votes blancs             | Votes blancs             | Votes blancs             | Votes blancs             | 451          | 0,81         | 1 460       | 2,82        |
| Votes nuls               | Votes nuls               | Votes nuls               | Votes nuls               | 162          | 0,29         | 527         | 1,02        |
| Total                    | Total                    | Total                    | Total                    | 55 981       | 100          | 51 831      | 100         |
| Abstention               | Abstention               | Abstention               | Abstention               | 16 891       | 23,18        | 21 041      | 28,87       |
| Inscrits / participation | Inscrits / participation | Inscrits / participation | Inscrits / participation | 72 872       | 76,82        | 72 872      | 71,13       |

#### Douzième circonscription
- Députée sortante : Fanta Berete (Renaissance), élue en 2022 en tant que suppléante d'Olivia Grégoire (Renaissance)

| Candidat                 | Candidat                     | Parti et coalition       | Nuance                   | Premier tour | Premier tour | Second tour | Second tour |
| Candidat                 | Candidat                     | Parti et coalition       | Nuance                   | Voix         | %            | Voix        | %           |
| ------------------------ | ---------------------------- | ------------------------ | ------------------------ | ------------ | ------------ | ----------- | ----------- |
|                          | Olivia Grégoire              | RE (ENS)                 | ENS                      | 22 145       | 39,36        | 31 676      | 65,20       |
|                          | Céline Malaisé               | PCF (NFP)                | UG                       | 16 294       | 28,96        | 16 904      | 34,80       |
|                          | David Attia                  | RAD (RN)                 | UXD                      | 8 111        | 14,41        |             |             |
|                          | Jérôme Loriau                | LR (UDC)                 | LR                       | 7 297        | 12,97        |             |             |
|                          | Philippe Cuignache d'Apreval | REC                      | REC                      | 947          | 1,68         |             |             |
|                          | Aliénor Billault-Harlé       | Équinoxe                 | ECO                      | 850          | 1,51         |             |             |
|                          | Arnaud de Gontaut-Biron      | AC (LC)                  | DVC                      | 449          | 0,80         |             |             |
|                          | Muriel Monchal               | LO                       | EXG                      | 156          | 0,28         |             |             |
|                          | Laszlo Ferréol               | SE                       | DVG                      | 19           | 0,03         |             |             |
|                          | Joachim Mileschi             | NPA-R                    | EXG                      | 0            | 0,00         |             |             |
|                          |                              |                          |                          |              |              |             |             |
| Votes valides            | Votes valides                | Votes valides            | Votes valides            | 56 268       | 98,96        | 48 580      | 93,76       |
| Votes blancs             | Votes blancs                 | Votes blancs             | Votes blancs             | 406          | 0,71         | 2 500       | 4,82        |
| Votes nuls               | Votes nuls                   | Votes nuls               | Votes nuls               | 186          | 0,33         | 735         | 1,42        |
| Total                    | Total                        | Total                    | Total                    | 56 860       | 100          | 51 815      | 100         |
| Abstention               | Abstention                   | Abstention               | Abstention               | 18 655       | 24,70        | 23 700      | 31,38       |
| Inscrits / participation | Inscrits / participation     | Inscrits / participation | Inscrits / participation | 75 515       | 75,30        | 75 515      | 68,62       |

#### Treizième circonscription
- Député sortant : David Amiel (Renaissance)

| Candidat                 | Candidat                 | Parti et coalition       | Nuances                  | Premier tour | Premier tour | Second tour | Second tour |
| Candidat                 | Candidat                 | Parti et coalition       | Nuances                  | Voix         | %            | Voix        | %           |
| ------------------------ | ------------------------ | ------------------------ | ------------------------ | ------------ | ------------ | ----------- | ----------- |
|                          | David Amiel              | RE (ENS)                 | ENS                      | 21 698       | 38,85        | 27 970      | 55,76       |
|                          | Aminata Niakaté          | LÉ (NFP)                 | UG                       | 20 722       | 37,11        | 22 192      | 44,24       |
|                          | Sophie Rostan            | RN                       | RN                       | 7 818        | 14,00        |             |             |
|                          | Frédéric Jacquot         | NÉ (UDC)                 | DVD                      | 3 419        | 6,12         |             |             |
|                          | Victor Chrzanowski       | REC                      | REC                      | 824          | 1,48         |             |             |
|                          | Ingrid Allorant          | Équinoxe                 | ECO                      | 811          | 1,45         |             |             |
|                          | Annie Poupon             | PB (PU)                  | REG                      | 234          | 0,42         |             |             |
|                          | Corinne Roethlisberger   | LO                       | EXG                      | 226          | 0,40         |             |             |
|                          | Anne-Laure Delinot       | FL                       | EXD                      | 85           | 0,15         |             |             |
|                          | Corinne Paine            | DLF                      | DSV                      | 7            | 0,01         |             |             |
|                          | Francis Sando            | LP                       | DSV                      | 1            | 0,00         |             |             |
|                          | Anne Oudiou              | NPA-R                    | EXG                      | 0            | 0,00         |             |             |
|                          |                          |                          |                          |              |              |             |             |
| Votes valides            | Votes valides            | Votes valides            | Votes valides            | 55 845       | 98,68        | 50 162      | 94,44       |
| Votes blancs             | Votes blancs             | Votes blancs             | Votes blancs             | 515          | 0,91         | 2 186       | 4,12        |
| Votes nuls               | Votes nuls               | Votes nuls               | Votes nuls               | 233          | 0,41         | 765         | 1,44        |
| Total                    | Total                    | Total                    | Total                    | 56 593       | 100          | 53 113      | 100         |
| Abstention               | Abstention               | Abstention               | Abstention               | 21 158       | 27,21        | 24 638      | 31,69       |
| Inscrits / participation | Inscrits / participation | Inscrits / participation | Inscrits / participation | 77 751       | 72,79        | 77 751      | 68,31       |

#### Quatorzième circonscription
- Député sortant : Benjamin Haddad (Renaissance)

| Candidat                 | Candidat                 | Parti et coalition       | Nuance                   | Premier tour | Premier tour | Second tour | Second tour |
| Candidat                 | Candidat                 | Parti et coalition       | Nuance                   | Voix         | %            | Voix        | %           |
| ------------------------ | ------------------------ | ------------------------ | ------------------------ | ------------ | ------------ | ----------- | ----------- |
|                          | Benjamin Haddad          | RE (ENS)                 | ENS                      | 26 351       | 47,71        | 34 722      | 72,33       |
|                          | Patrick Dray             | LR (UDC)                 | LR                       | 9 775        | 17,70        | Retrait     | Retrait     |
|                          | Louis Piquet             | RAD (RN)                 | UXD                      | 9 702        | 17,56        | 13 282      | 27,67       |
|                          | Hugo Rota                | LFI (NFP)                | UG                       | 7 693        | 13,93        |             |             |
|                          | Thomas Culerrier         | REC                      | REC                      | 1 177        | 2,13         |             |             |
|                          | Éric Molinari            | AC (LC)                  | DVC                      | 414          | 0,75         |             |             |
|                          | Marie Bourdy             | LO                       | EXG                      | 123          | 0,22         |             |             |
|                          | Sacha Élie Zaouati       | NPA-R                    | EXG                      | 0            | 0            |             |             |
|                          |                          |                          |                          |              |              |             |             |
| Votes valides            | Votes valides            | Votes valides            | Votes valides            | 55 235       | 99,13        | 48 004      | 96,32       |
| Votes blancs             | Votes blancs             | Votes blancs             | Votes blancs             | 340          | 0,61         | 1 498       | 3,01        |
| Votes nuls               | Votes nuls               | Votes nuls               | Votes nuls               | 144          | 0,26         | 336         | 0,67        |
| Total                    | Total                    | Total                    | Total                    | 55 719       | 100          | 49 838      | 100         |
| Abstention               | Abstention               | Abstention               | Abstention               | 20 689       | 22,71        | 26 570      | 34,77       |
| Inscrits / participation | Inscrits / participation | Inscrits / participation | Inscrits / participation | 76 408       | 77,29        | 76 408      | 65,23       |

#### Quinzième circonscription
- Députée sortante : Danielle Simonnet (La France insoumise)

| Candidat                 | Candidat                 | Parti et coalition       | Nuances                  | Premier tour | Premier tour | Second tour | Second tour |
| Candidat                 | Candidat                 | Parti et coalition       | Nuances                  | Voix         | %            | Voix        | %           |
| ------------------------ | ------------------------ | ------------------------ | ------------------------ | ------------ | ------------ | ----------- | ----------- |
|                          | Danielle Simonnet        | LFI diss.                | DVG                      | 23 103       | 41,87        | 28 858      | 74,19       |
|                          | Céline Verzeletti        | LFI (NFP)                | UG                       | 12 619       | 22,87        | 10 039      | 25,81       |
|                          | Mohamad Gassama          | RE - TdP (ENS)           | ENS                      | 8 948        | 16,22        |             |             |
|                          | Clotilde Guéry           | RN                       | RN                       | 4 969        | 9,01         |             |             |
|                          | François-Marie Didier    | LR (UDC)                 | LR                       | 1 968        | 3,57         |             |             |
|                          | Philippe Aragon          | AC (LC)                  | DVC                      | 1 634        | 2,96         |             |             |
|                          | Aliou Pourchet           | VD - UDI                 | DVC                      | 943          | 1,71         |             |             |
|                          | Christian Guillot        | REC                      | REC                      | 558          | 1,01         |             |             |
|                          | Arnaud Charvillat        | LO                       | EXG                      | 275          | 0,50         |             |             |
|                          | Pierre Augros            | NPA-R                    | EXG                      | 128          | 0,23         |             |             |
|                          | Laurent Chrétien Marquet | SE                       | DIV                      | 32           | 0,06         |             |             |
|                          | Audrey Lepage            | DLF                      | DSV                      | 1            | 0,00         |             |             |
|                          |                          |                          |                          |              |              |             |             |
| Votes valides            | Votes valides            | Votes valides            | Votes valides            | 55 178       | 98,37        | 38 897      | 87,14       |
| Votes blancs             | Votes blancs             | Votes blancs             | Votes blancs             | 605          | 1,08         | 4 491       | 10,06       |
| Votes nuls               | Votes nuls               | Votes nuls               | Votes nuls               | 312          | 0,56         | 1 251       | 2,80        |
| Total                    | Total                    | Total                    | Total                    | 56 095       | 100          | 44 639      | 100         |
| Abstention               | Abstention               | Abstention               | Abstention               | 23 503       | 29,53        | 34 959      | 43,92       |
| Inscrits / participation | Inscrits / participation | Inscrits / participation | Inscrits / participation | 79 598       | 70,47        | 79 598      | 56,08       |

#### Seizième circonscription
- Députée sortante : Sarah Legrain (La France insoumise)

| Candidat                 | Candidat                         | Parti et coalition       | Nuances                  | Premier tour | Premier tour |
| Candidat                 | Candidat                         | Parti et coalition       | Nuances                  | Voix         | %            |
| ------------------------ | -------------------------------- | ------------------------ | ------------------------ | ------------ | ------------ |
|                          | Sarah Legrain                    | LFI (NFP)                | UG                       | 32 422       | 62,47        |
|                          | Elsa Pariente                    | RE (ENS)                 | ENS                      | 10 154       | 19,56        |
|                          | Christèle de Fromont de Bouaille | RN                       | RN                       | 4 829        | 9,30         |
|                          | Marie Toubiana                   | LR (UDC)                 | LR                       | 2 291        | 4,41         |
|                          | Victor Huguet                    | VD - UDI                 | ECO                      | 1 003        | 1,93         |
|                          | Cécile Fischer                   | REC                      | REC                      | 506          | 0,97         |
|                          | Nordine El-Marbati               | LO                       | EXG                      | 409          | 0,79         |
|                          | Marie-Noëlle Blondel             | AC (LC)                  | DVC                      | 287          | 0,55         |
|                          | Hakima Khelfa                    | SE                       | DIV                      | 1            | 0,00         |
|                          | Hortense Villenave               | NPA-R                    | EXG                      | 0            | 0,00         |
|                          |                                  |                          |                          |              |              |
| Votes valides            | Votes valides                    | Votes valides            | Votes valides            | 51 902       | 98,46        |
| Votes blancs             | Votes blancs                     | Votes blancs             | Votes blancs             | 516          | 0,98         |
| Votes nuls               | Votes nuls                       | Votes nuls               | Votes nuls               | 296          | 0,56         |
| Total                    | Total                            | Total                    | Total                    | 52 714       | 100          |
| Abstention               | Abstention                       | Abstention               | Abstention               | 23 703       | 31,02        |
| Inscrits / participation | Inscrits / participation         | Inscrits / participation | Inscrits / participation | 76 417       | 68,98        |

#### Dix-septième circonscription
- Députée sortante : Danièle Obono (La France insoumise)

| Candidat                 | Candidat                 | Parti et coalition       | Nuances                  | Premier tour | Premier tour |
| Candidat                 | Candidat                 | Parti et coalition       | Nuances                  | Voix         | %            |
| ------------------------ | ------------------------ | ------------------------ | ------------------------ | ------------ | ------------ |
|                          | Danièle Obono            | LFI (NFP)                | UG                       | 26 238       | 64,23        |
|                          | Kolia Bénié              | RE (ENS)                 | ENS                      | 7 012        | 17,16        |
|                          | Anne de La Brélie        | RN                       | RN                       | 3 666        | 8,97         |
|                          | Angélique Michel         | LR (UDC)                 | LR                       | 1 619        | 3,96         |
|                          | Mathias Saint-Ellier     | VD - UDI                 | DVC                      | 744          | 1,82         |
|                          | Michel Bouchou           | Équinoxe                 | ECO                      | 578          | 1,41         |
|                          | Brigitte Rumeau          | REC                      | REC                      | 414          | 1,01         |
|                          | Abdellah Aksas           | LO                       | EXG                      | 399          | 0,98         |
|                          | Victor Fournier          | AC (LC)                  | DVC                      | 181          | 0,44         |
|                          | Marie-Agnès Vallée       | DLF                      | DSV                      | 0            | 0,00         |
|                          | Clément Rousseau         | NPA-R                    | EXG                      | 0            | 0,00         |
|                          |                          |                          |                          |              |              |
| Votes valides            | Votes valides            | Votes valides            | Votes valides            | 40 851       | 98,20        |
| Votes blancs             | Votes blancs             | Votes blancs             | Votes blancs             | 466          | 1,12         |
| Votes nuls               | Votes nuls               | Votes nuls               | Votes nuls               | 281          | 0,68         |
| Total                    | Total                    | Total                    | Total                    | 41 598       | 100          |
| Abstention               | Abstention               | Abstention               | Abstention               | 21 540       | 34,12        |
| Inscrits / participation | Inscrits / participation | Inscrits / participation | Inscrits / participation | 63 138       | 65,88        |

#### Dix-huitième circonscription
- Député sortant : Aymeric Caron (Révolution écologique pour le vivant)

| Candidat                 | Candidat                 | Parti et coalition       | Nuances                  | Premier tour | Premier tour |
| Candidat                 | Candidat                 | Parti et coalition       | Nuances                  | Voix         | %            |
| ------------------------ | ------------------------ | ------------------------ | ------------------------ | ------------ | ------------ |
|                          | Aymeric Caron            | REV (NFP)                | UG                       | 26 299       | 50,38        |
|                          | Pierre-Yves Bournazel    | HOR (ENS)                | ENS                      | 16 902       | 32,38        |
|                          | Valérie Tirefort         | RN                       | RN                       | 3 641        | 6,98         |
|                          | Rudolph Granier          | LR (UDC)                 | LR                       | 2 184        | 4,18         |
|                          | Catherine Coutard        | MRC                      | DVG                      | 811          | 1,55         |
|                          | Philippine Long          | VD - UDI                 | DVC                      | 804          | 1,54         |
|                          | Pierre Bravoz            | SE                       | DVG                      | 742          | 1,42         |
|                          | Marguerite Pierre        | REC                      | REC                      | 527          | 1,01         |
|                          | Annie Boubault           | LO                       | EXG                      | 214          | 0,41         |
|                          | Audrey Le Bœuf           | Volt                     | REG                      | 68           | 0,13         |
|                          | David Thiele             | NPA-R                    | EXG                      | 8            | 0,02         |
|                          | Béatrice Faillès         | FP diss.                 | DVC                      | 0            | 0,00         |
|                          | Stéphane Manigold        | SE                       | DVC                      | 0            | 0,00         |
|                          | Yasmin Berrouba          | AC (LC)                  | DVC                      | 0            | 0,00         |
|                          |                          |                          |                          |              |              |
| Votes valides            | Votes valides            | Votes valides            | Votes valides            | 52 200       | 98,79        |
| Votes blancs             | Votes blancs             | Votes blancs             | Votes blancs             | 414          | 0,78         |
| Votes nuls               | Votes nuls               | Votes nuls               | Votes nuls               | 223          | 0,42         |
| Total                    | Total                    | Total                    | Total                    | 52 837       | 100          |
| Abstention               | Abstention               | Abstention               | Abstention               | 17 483       | 24,86        |
| Inscrits / participation | Inscrits / participation | Inscrits / participation | Inscrits / participation | 70 320       | 75,14        |

## Suites
Le Conseil constitutionnel déclare le 11 juillet 2025 Jean Laussucq inéligible pendant un an en raison d'irrégularités dans ses frais de campagne : cela rend le député Renaissance de la deuxième circonscription démissionnaire d'office. Une élection législative partielle est donc organisée les 21 et 28 septembre 2025 et est marquée par l'affrontement entre deux ténors des Républicains dans le contexte de la tenue prochaine des élections municipales : Rachida Dati, Ministre de la culture en poste et Michel Barnier, premier Ministre entre septembre et décembre 2024.